# Sturovo (Radovis)
Sturovo (macedónul: Штурово) település Észak-Macedóniában, a Délkeleti körzetben, a Radovisi járásban.

## Népesség
| Lakosok száma | 227  | 257  | 80   | 102  | 52   | 35   | 24   | 11   | 6    |
|               | 1948 | 1953 | 1961 | 1971 | 1981 | 1991 | 1994 | 2002 | 2021 |

- 2002-ben 11 lakosa volt, akik mindannyian macedónok.